# Слуцький Леонід Вікторович
Леоні́д Ві́кторович Слу́цький (рос. Леони́д Ви́кторович Слу́цкий, нар. 4 травня 1971, Волгоград, СРСР) — радянський футболіст, що грав на позиції воротаря, та російський тренер. З 2024 року очолює тренерський штаб китайського «Шанхай Шеньхуа».
Дворазовий володар Кубка Росії (2011, 2013), чемпіон Росії (2013, 2014, 2016) та дворазовий переможець Суперкубка Росії (2013, 2014).

## Ігрова кар'єра
У третьому класі записався у футбольну школу на стадіоні «Спартак», який був поруч з будинком. Закінчивши школу із золотою медаллю, він вступив до Волгоградського державного інституту фізичної культури. Одночасно з цим він потрапив в основний склад команди «Звезда» з Городища, у складі якої на позиції воротаря провів всього 13 матчів. Отримавши побутову травму, він не зміг повернутися у великий футбол.

## Кар'єра тренера
Закінчивши інститут з червоним дипломом, Слуцький вступив до аспірантури. У тім же 1993 році почав свою тренерську кар'єру у волгоградському спортклубі «Олімпія», де за підтримки президента клубу Миколи Чувальского займався з групою 12-річних футболістів. Серед них були Роман Адамов, Денис Колодін, Андрій Бочков і Максим Бурченко, з якими він за 5 років пройшов шлях від групи підготовки до колективу другого дивізіону.
У 2001 році Сергій Павлов запропонував Слуцькому тренувати дублюючий склад «Уралана». З дублем команди Слуцький зайняв спочатку 4-е, а потім 2-е місце в турнірі дублерів. Коли ж «Уралан» вилетів у Перший дивізіон, йому запропонували посаду головного тренера основного складу. Але команда зазнала фінансової кризи, і Леоніду Вікторовичу довелося піти з клубу.
У 2004 році на запрошення Юрія Білоуса очолив дублюючий склад «Москви». Йому вдалося швидко поставити дублюючому складу гру, що привело команду до чемпіонського титулу в турнірі дублюючих складів Прем'єр-ліги.
У липні 2005 року з посади головного тренера «Москви» звільняють Валерія Петракова, а на його місце призначають маловідомого широкому загалу Леоніда Слуцького. У першому ж матчі Прем'єр-ліги він перемагає московський «Спартак» з рахунком 3-1. У заключному матчі сезону 2005 року з раменським «Сатурном» ФК «Москва» перемогла з рахунком 2-1 і зайняла 5-е місце за підсумками Чемпіонату Росії, яке згодом дало команді право вперше виступити в Кубку Інтертото.
У 2006 році Леонід Слуцький почав перебудовувати команду, але в підсумку — лише 6-е місце в Чемпіонаті Росії. Не дуже вдало команда виступила і в Кубку Інтертото: поступилася правом виступу в Кубку УЄФА за сумою двох матчів берлінській «Герті».
2007 рік став для «Москви» найвдалішим: команда вийшла у фінал Кубка Росії, де лише в додатковий час поступилася «Локомотиву», в Чемпіонаті Росії команда лише в передостанньому турі пропустила до призової трійки ЦСКА (Москва) і зайняла 4-е місце. Керівництво клубу вирішило розлучитися з тренером Леонідом Слуцьким.
У листопаді 2007 року після зміни власника і всього керівництва в клубі «Крилья Совєтов» Леонід Слуцький запрошується на посаду нового головного тренера самарської команди, змінивши Олександра Тарханова, який обіймав цей пост раніше. 21 грудня 2007 Леонід Вікторович Слуцький підписав з командою «Крилья Совєтов» трирічний контракт. 20 жовтня 2009 за власним бажанням залишив посаду головного тренера команди.
26 жовтня 2009 Слуцький підписав трирічний контракт з ЦСКА (Москва) і змінив на посту головного тренера команди іспанського фахівця Хуанде Рамоса.
Дебютував як головний тренер 30 жовтня — в рамках 27-го туру чемпіонату Росії з футболу 2009 армійський клуб приймав «Терек» і здобув перемогу з рахунком 1:0. Потім в Лізі чемпіонів ЦСКА грав з «Манчестер Юнайтед» на «Олд-Траффорд», гра закінчилася нічиєю 3:3. У чемпіонаті ЦСКА поступився 0:2 «Рубіну», який незабаром оформив чемпіонство; потім армійці обіграли в дербі «Спартак» (3:2).
У чемпіонаті Росії 2010 підопічні Слуцького зайняли 2-е місце, а в наступному році — третє, пропустивши вперед «Спартак». 22 травня 2011 ЦСКА завоював свій шостий Кубок Росії, який став першим трофеєм Леоніда Слуцького.
13 липня 2013 ЦСКА в матчі за Суперкубок Росії з рахунком 3:0 обіграв «Зеніт». Після цієї перемоги Слуцький став п'ятим тренером в історії РПЛ, якому вдавалося виграти всі національні трофеї (до цього подібного результату домагалися Юрій Сьомін, Валерій Газзаєв, Лучано Спаллетті і Курбан Бердиєв).
24 липня 2015 відбувся матч «Крилья Совєтов» (Самара) — ЦСКА, який став 300-м для Слуцького у Прем'єр-лізі.

## Збірна Росії
7 серпня 2015 року був призначений за сумісництвом головним тренером збірної Росії. Під керівництвом Слуцького у першому матчі 5 вересня 2015 збірна Росії обіграла збірну Швеції з рахунком 1:0 у кваліфікаційному турнірі Євро-2016. У другому відбірковому матчі 8 вересня збірна Росії обіграла збірну Ліхтенштейну з розгромним рахунком 7:0, повторивши рекорд результативності 1995 року. У жовтні збірна Росії здобула ще дві перемоги: над збірною Молдови з рахунком 2:1 і Чорногорії з рахунком 2:0. Завдяки цим результатам збірна посіла друге місце в групі і вийшла у фінальну частину Євро-2016.
14 листопада 2015 збірна здобула третю в історії перемогу над Португалією з рахунком 1:0, на 89 хвилині відзначився капітан збірної Роман Широков. 17 листопада команда вперше поступилася під керівництвом Слуцького, зазнавши поразки від збірної Хорватії 1:3.
Безпосередньо на Євро-2016 підопічні Слуцького почали з нічиєї 1:1 у грі з основними фаворитами групи, англійцями. Проте згодом була поразка 1:2 від словаків, а у вирішальній грі групового етапу росіяни не змогли нав1язати боротьбу валлійцям (поразка 0:3 і останнє місце у групі). Після цієї невдачі Слуцький залишив національну команду.

### Робота за кордоном
Влітку 2017 року прийняв запрошення від керівництва «Галл Сіті» очолити команду цього англійського клубу. Тренерський контракт було розірвано за згодою сторін у грудні того ж року, на той момент команда під керівництвом російського наставника здобула лише чотири перемоги у 21 грі в усіх турнірах.
12 березня 2018 року було оголошено, що нідерландський «Вітессе» розпочне сезон 2018/19 під керівництвом Слуцького. Команда досить впевнено розпочала сезон і провела його постійно перебуваючи у зоні Ліги Європи (4-7 місця).

## Телебачення
В юності Леонід Слуцький брав участь у КВК і виступав за команду «Треті сини» з Волгограда.
У 2006 році брав участь у гумористичному шоу «Хороші жарти».
У фіналі Прем'єр-Ліги КВК 2013 допоміг збірній МФЮА (Волгоград / Москва) здобути перемогу, вийшовши на сцену і взявши участь у кількох номерах.
У півфіналі Вищої ліги КВН 2014 взяв участь у «СТЕМі із зіркою», де зіграв роль тренера любительського клубу з Долгопрудного у виступі місцевої «Збірної фізтеху».

## Особисте життя
Батько був майстром спорту з боксу. Він помер, коли Леоніду було шість років. Мама — вихователька в дитячому садку, потім стала завідувачкою. Бабуся — вчителька. Є брат Дмитро. Дружина Ірина, філософ за освітою. Син Дмитро, народився у 2005 році.

## Титули й досягнення
- Володар Кубка Росії (2):

ЦСКА (Москва): 2010–11, 2012–13
- Чемпіон Росії (3):

ЦСКА (Москва): 2012–13, 2013–14, 2015–16
- Суперкубок Росії (2) :

ЦСКА (Москва): 2013, 2014
- Володар Суперкубка Китаю (2):

«Шанхай Шеньхуа»: 2024, 2025